# Pieter Teyler van der Hulst
Pieter Teyler van der Hulst (Haarlem, 25 de marzo de 1702– ibid., 8 de abril de 1778) fue un adinerado comerciante holandés y Menonita, quién, al morir sin descendencia, dejó una herencia de dos millones en florín neerlandés para el desarrollo de la religión, el arte y la ciencia de su pueblo natal, llevando a la formación del museo de Teyler. Sin embargo, su aportación no se limita a este museo, ya que también fue fundado el Hofje de Teyler en su nombre y aportó donaciones importantes a la comunidad menonita.

## Biografía

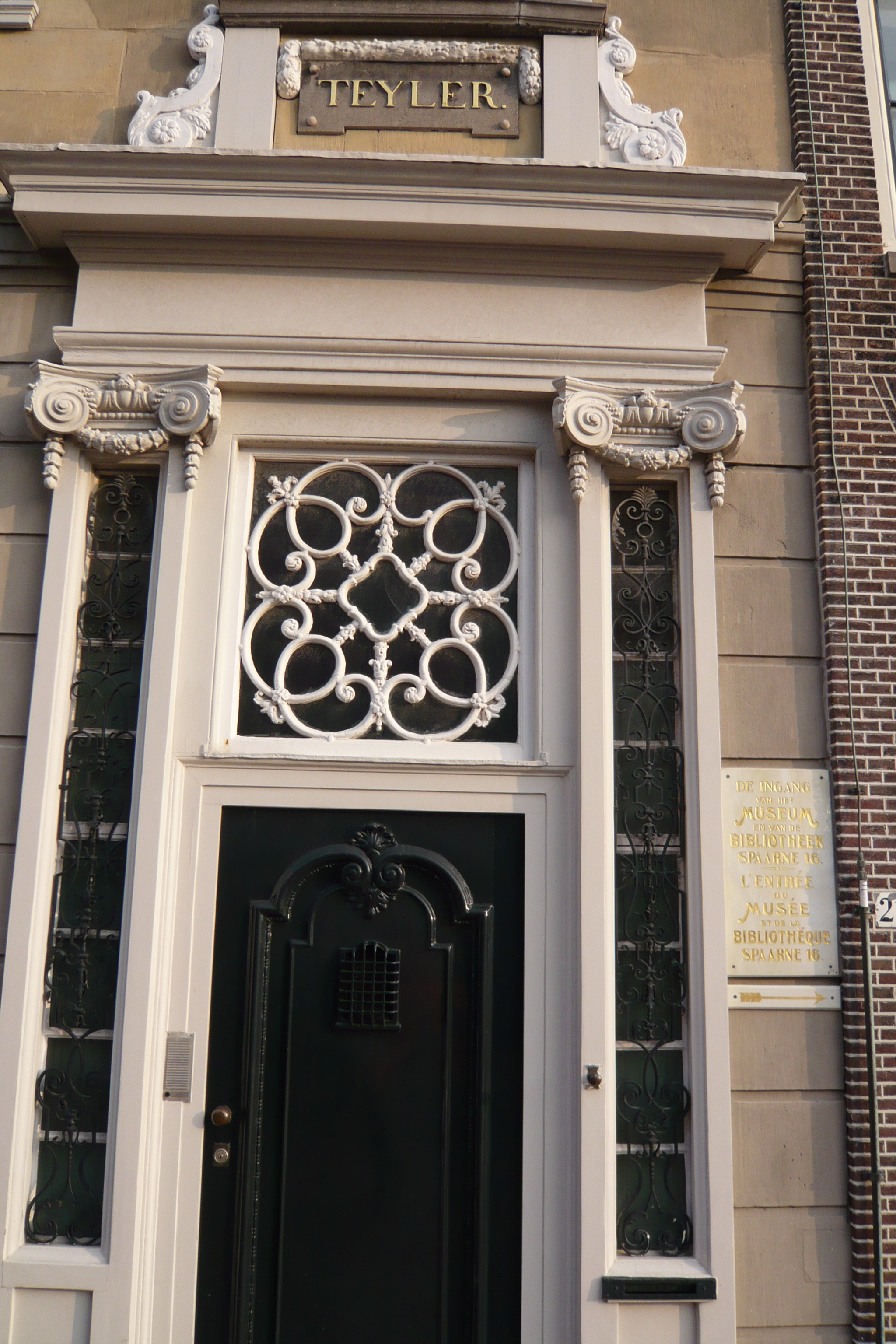
Entrada lateral del museo de Teyler.

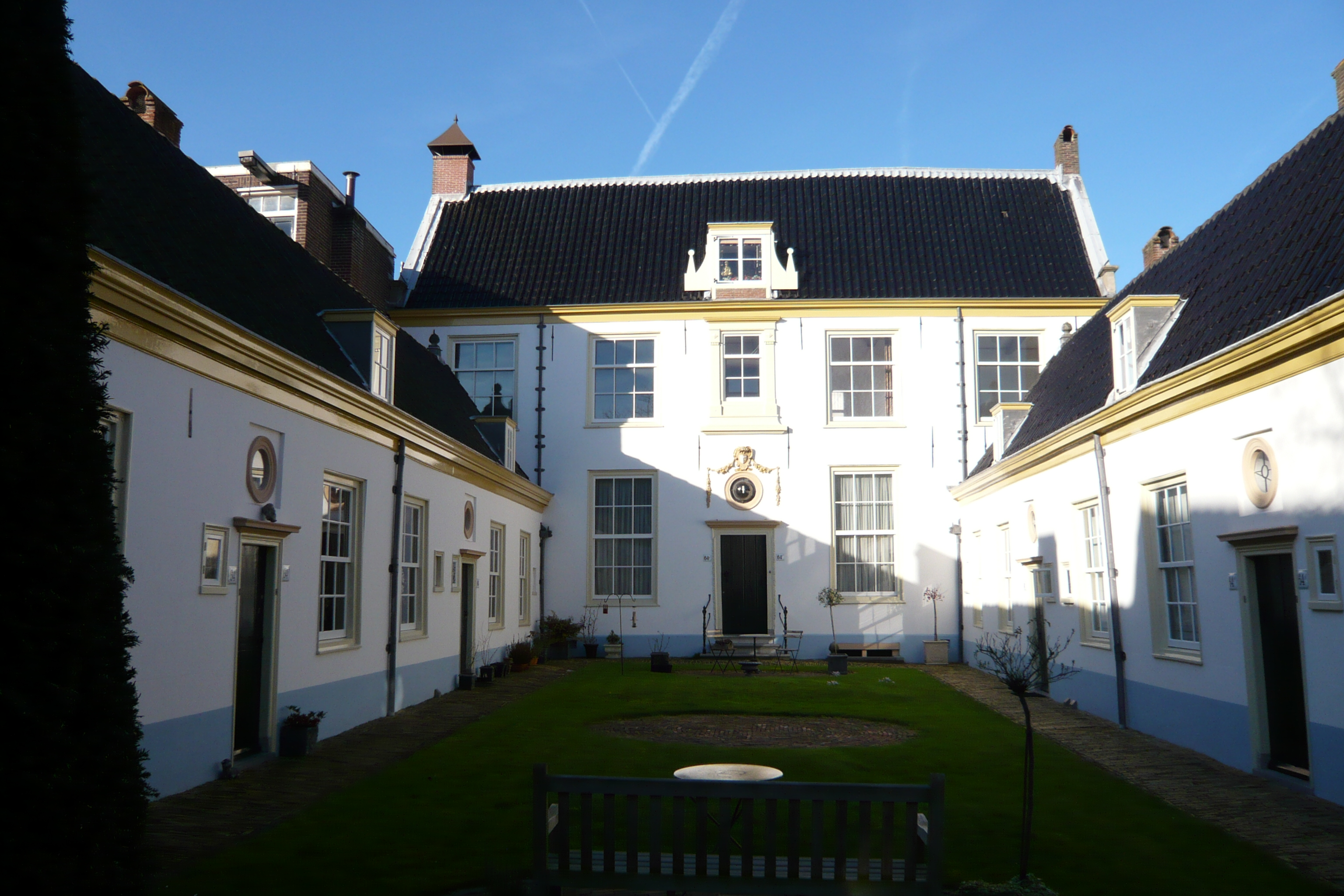
El Vrouwe- en Antonie Gasthuys hoy, locación original del asilo de Eyler de 1752-1787.

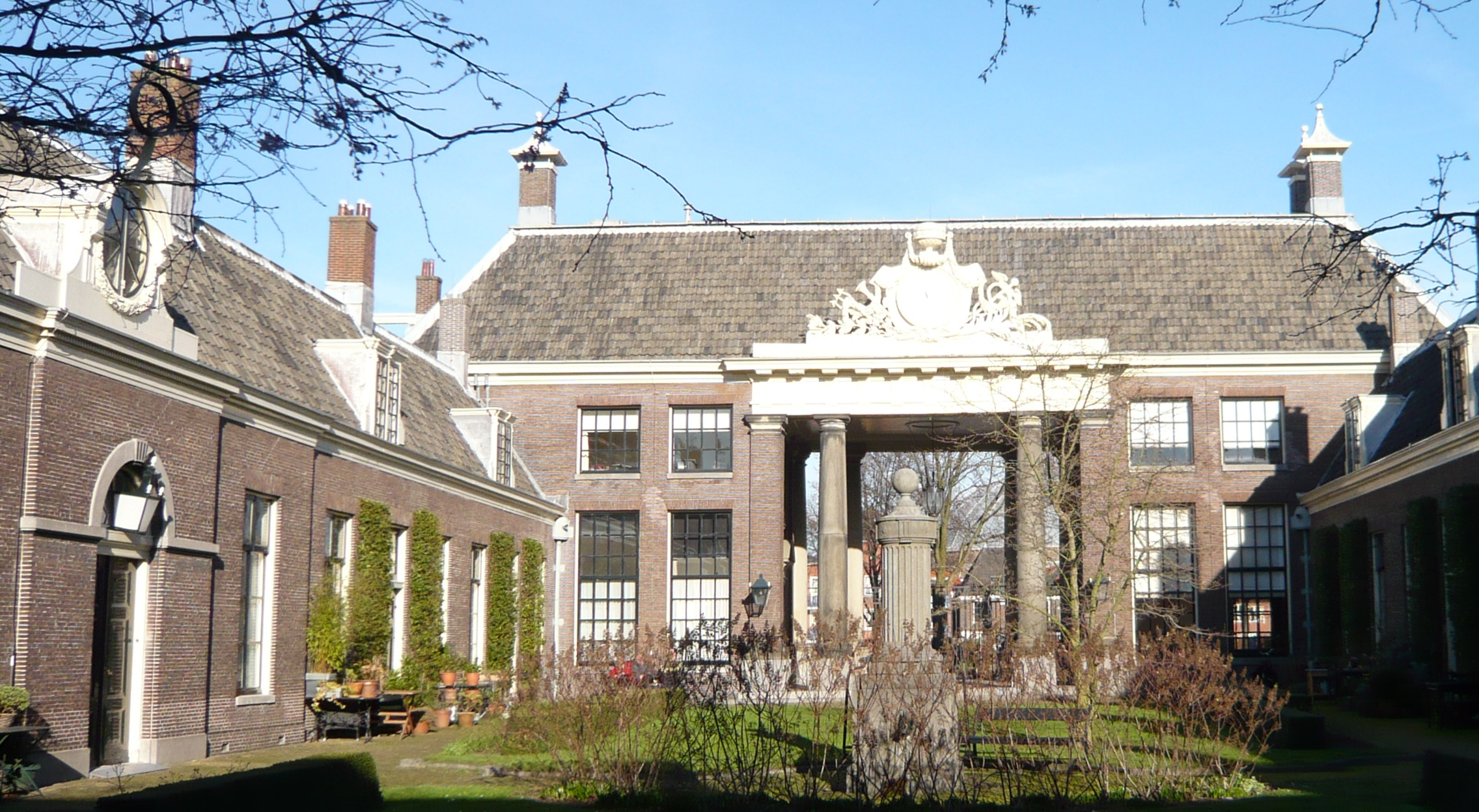
Teylers Hofje hoy, reconstruido en 1787

Pieter Teyler van der Hulst nació el 25 de marzo de 1702 en Haarlem, Holanda. Teyler era un seguidor activo de la ilustración escocesa, ya que él era descendiente de comerciantes adinerados provenientes de Escocia. De hecho, su nombre desciende del escocés “Tailor” (sastre). Teyler contrajo matrimonio con Helena Wynands Verschaave en 1728. Teyler era un miembro activo de la comunidad menonita "Waterlander" y desde 1750 fue el administrador del orfanato de la ciudad.
Teyler generó su fortuna por medio de la venta de seda y prendas, sin embargo, a partir de 1763, se convirtió en banquero. Él realizó diversos préstamos a sus contemporáneos en Harleem, incluyendo a su compatriota y vecino George Clifford III, quien es conocido por el patrocinio que brindó a Carl Linnaeus.
Los banqueros escoceses, como Teyler, Clifford y Hope & Co. estaban muy interesados en el arte y la ciencia. Teyler también fue un miembro activo de la comunidad menonita de Haarlem junto con su esposa, y juntos fundaron un hofje menonita con el nombre de Teyler en 1752. el cual, a diferencia del resto de los hofjes de Haarlem, no restringía su uso a miembros de la comunidad menonita.
En el siglo XVIII, la clase dominante en Ámsterdam (donde Teyler tenía sus oficinas principales) y la de Haarlem eran Protestantes, como el holandés Stadtholder. Los católicos, menonitas y demás no podían participar en organizaciones, como la sociedad neerlandesa de ciencia (Hollandsche Maatschappij der Wetenschappen), que fue fundada en Haalem en 1752 con el propósito de impulsar la ciencia en todos los aspectos. Irónicamente, esta sociedad fue mudada al Museo de Teyler en 1831,y desde entonces posee una estrecha relación con el legado de Teyler.

## Legado
Su testamento fue escrito en 1756, después de la muerte de la esposa de Teyler, pocos años después de la fundación de la sociedad de ciencia. los estatutos originales del testamento de Teyler establecían la existencia de un premio anual de la ciencia a los cuidadores de su librería, y su colección de ciencia y arte. Estos “cuidadores” se convirtieron en campeones de la ciencia y el arte en la medida de su beneficio, reinventando periódicamente el testamento de Teyler según sus propósitos, resultando en el cambio continuo que llevó a la existencia del museo de Teyler como se conoce hoy en día. En su testamento fueron establecidos 3 sociedades: una para religión, otra para ciencia y otra para arte, las cuales fueron conocidas como la primera, segunda y tercera sociedad respectivamente. La antigua casa de Teyler en Haarlem y su entrada en la Damstraat están conectadas al museo por medio de la puerta lateral de la sala oval. Actualmente, su casa es conocida como la "Fundatiehuis" y sólo es abierta al público una vez al año, específicamente en el “Monumentendag".